# Marzan Sharav

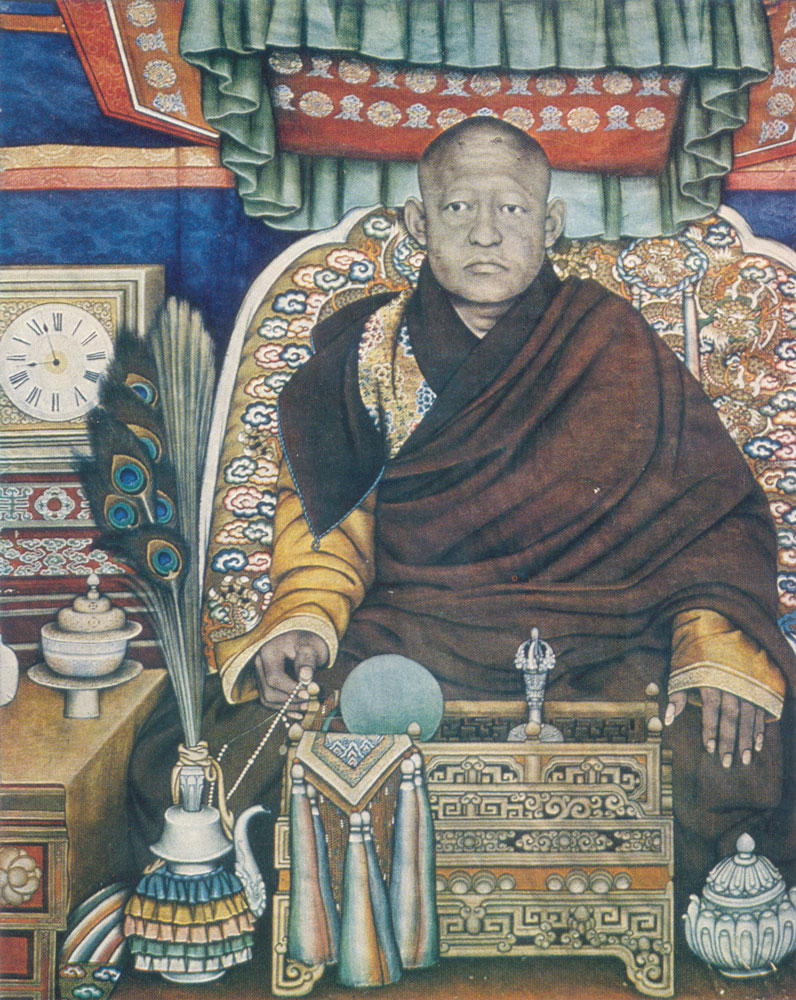
Imagen de Bogd Khan, octava reencarnación de Jebtsundamba Kutuktu.

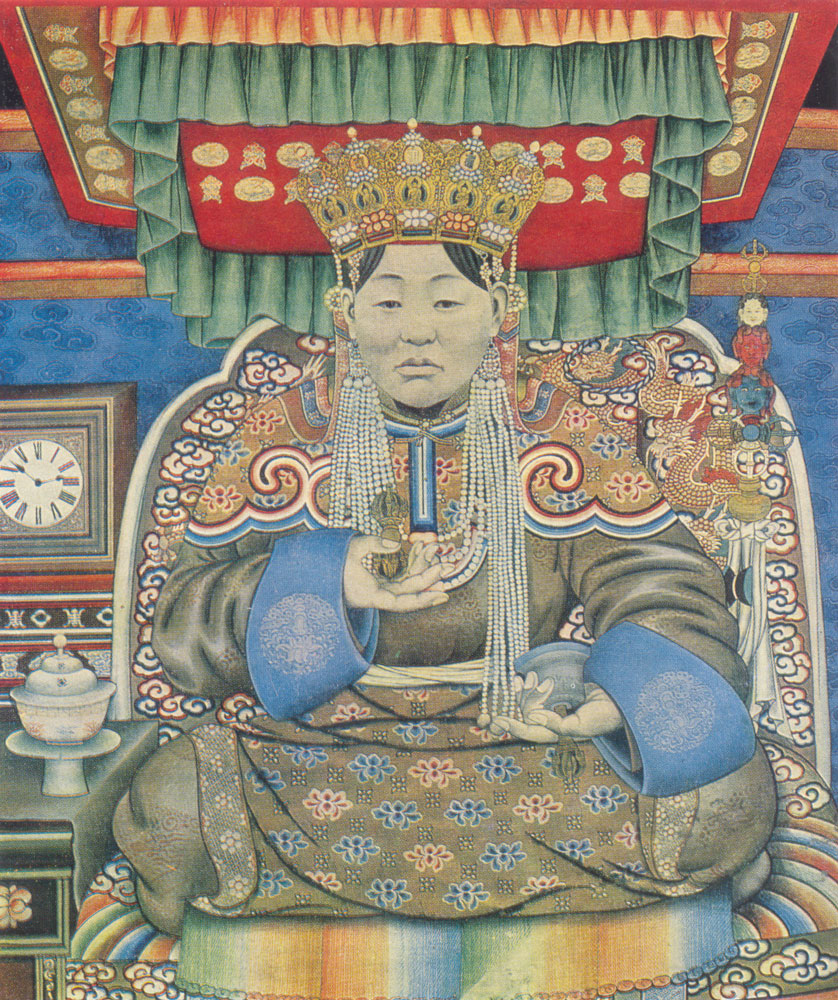
Imagen de Dondogdulam, la esposa de Jebtsundamba Khutugtu.

Baldugiin Sharav, también conocido como Marzan Sharav (1869-1939, en mongol: Балдугийн 'Марзан' Шарав; marzan = gracioso), fue un pintor mongol. Se le atribuye la introducción de la pintura moderna a Mongolia, aunque su obra más famosa, One day in Mongolia (en mongol: Olor Mongolyn neg, español: Un día en Mongolia), fue realizada en estilo mongol tradicional. Otra de sus obras más conocidas incluye el retrato de Bogd Khan y su reina Dondogdulam.